# Sciara parallela
Sciara parallela är en tvåvingeart som beskrevs av Enrico Adelelmo Brunetti 1912. Sciara parallela ingår i släktet Sciara och familjen sorgmyggor. Inga underarter finns listade i Catalogue of Life.